# 弗朗西斯山
弗朗西斯山（英語：Mount Francis），是南極洲的山峰，位於維多利亞地的博克格雷溫克海岸，處於泰勒冰川和斯特爾凱斯冰川之間，屬於阿德默勒爾蒂山脈的一部分，海拔高度2,610米，俯瞰塔克冰川，美國地質調查局根據測量和該國海軍的空中照片繪入地圖，現時由南極條約體系管理。